# Greta Schalin
Margareta (Greta) Ester Ingeborg Schalin, född 20 november 1897 i Åbo, död där 22 mars 1993, var en finländsk konstnär. Hon ingick 1921 äktenskap med Teodor Schalin.
Schalin, som var dotter till bokbinderimästare Herman Kegel och Edla Ahlgren, genomgick åttaklassigt läroverk, studerade i Konstföreningens i Åbo ritskola 1916–1919 och företog studieresor till Tyskland, Italien och Frankrike 1929 och till Paris 1953. Hon var först akvarellist och etsare, men ägnade sig senare åt oljemåleri och dekorationer för porslin. Hon är representerad med grafiska verk i offentliga samlingar i Åbo, Helsingfors, Stockholm och Moskva samt med landskapsmålningar i olja i Åbo konstmuseum. Hon höll separatutställning tillsammans med maken i Helsingfors och Åbo 1952.